# I'm Alive (chanson d'Electric Light Orchestra)
Pour les articles homonymes, voir I'm Alive.
Singles de Electric Light Orchestra
Last Train to London
(1980) Xanadu
(1980)
Pistes de Xanadu
Whenever You're Far Away from Me The Fall
I'm Alive est une chanson d'Electric Light Orchestra tirée de l'album Xanadu, bande originale du film du même nom, sorti en 1980. Elle est également parue en single avec Drum Dreams en face B, se classant 20e au Royaume-Uni et 16e aux États-Unis.